# Kevin Kline
Kevin Delaney Kline (Saint Louis, 24 ottobre 1947) è un attore statunitense, vincitore dell'Oscar al miglior attore non protagonista nel 1989 per la sua interpretazione in Un pesce di nome Wanda.
Tra le altre sue interpretazioni più note si ricordano quelle ne La scelta di Sophie (1982), Il grande freddo (1983), Silverado (1985), Ti amerò... fino ad ammazzarti (1990), Dave - Presidente per un giorno (1993), French Kiss (1995), Tempesta di ghiaccio (1997), In & Out (1997), Wild Wild West (1999), Il club degli imperatori (2002), La Pantera Rosa (2006) e La bella e la bestia (2017)

## Biografia
Kline nasce a Saint Louis, nel Missouri, il 24 ottobre del 1947, figlio di Robert Joseph Kline, un musicista statunitense d'origini ebraico-tedesche, e di Margaret Agnes Kirk, detta Peggy, una casalinga statunitense, figlia a sua volta di immigrati irlandesi originari della contea di Louth e di religione cattolica. Viene educato secondo la religione materna. La sua passione per la recitazione nasce quando, giovanissimo, viene coinvolto in numerose produzioni teatrali scolastiche. 
La sua carriera inizia a teatro nel 1970 e in televisione, interpretando sia ruoli drammatici che comici. Continua a recitare anche durante gli studi all'Indiana University a Bloomington. Dopo la laurea si trasferisce a New York dove studia recitazione alla Juilliard School. Nel 1972 entra all'Acting Company diretta da John Houseman, e diviene uno dei maggiori interpreti americani di Shakespeare. Vince due Tony Awards, il primo nel 1978 per il ruolo di Bruce Granit nel musical On the Twentieth Century, il secondo nel 1981 per il ruolo del Re Pirata in un altro musical, The Pirates of Penzance, ruolo che ricoprirà anche nella versione cinematografica, I pirati di Penzance (1983), con la regia di Wilford Leach.
Nel 1982 debutta nel cinema con La scelta di Sophie di Alan J. Pakula dove recita nel ruolo del poliedrico Nathan accanto a Meryl Streep. L'anno seguente prende parte a uno dei film simbolo di una generazione, Il grande freddo, di Lawrence Kasdan, regista con il quale recita anche in Silverado (1985), Ti amerò... fino ad ammazzarti (1990), Grand Canyon - Il cuore della città (1991) e French Kiss (1995). Grazie alla commedia Un pesce di nome Wanda (1988), scritto e interpretato dall'ex-componente dei Monty Python John Cleese, e diretto da Charles Crichton, ottiene l'Oscar al miglior attore non protagonista.
Nel 1990 si cimenta come regista in una produzione tv di Amleto. Dopo il successo di Dave - Presidente per un giorno (1993) di Ivan Reitman, continua ad alternare apparizioni teatrali, ruoli drammatici (il più intenso resta quello in Tempesta di ghiaccio nel 1997, di Ang Lee) e interpretazioni brillanti come in In & Out (1997) di Frank Oz e Wild Wild West (1999) di Barry Sonnenfeld. Nel 2003 indossa i panni di Cole Porter nel biopic De-Lovely - Così facile da amare di Irwin Winkler, mentre nel 2013 impersona Errol Flynn nel film The Last of Robin Hood. Nel 2016 lavora con la Disney nel Live-Action de La bella e la bestia, dove interpreta il ruolo del padre della protagonista Belle, Maurice; oltre a lui nel cast figurano Emma Watson come Belle, Dan Stevens come la Bestia, e Ian McKellen, Emma Thompson ed Ewan McGregor nel ruolo degli oggetti incantati Tockins, Mrs. Bric e Lumière.

## Vita privata

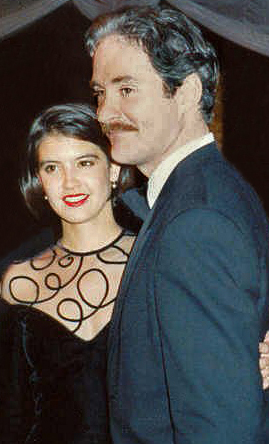
Kevin Kline e la moglie Phoebe Cates al ballo del Governatore dopo la celebrazione dei Premi Oscar 1989

Alle audizioni per il film Il grande freddo (1983) ha conosciuto l'attrice Phoebe Cates che ha sposato il 5 marzo 1989 e da cui ha avuto due figli: Owen Joseph (1991) e Greta Simone (1994), musicista conosciuta con il nome di Frankie Cosmos.

## Filmografia

### Attore

#### Cinema
- La scelta di Sophie (Sophie's Choice), regia di Alan J. Pakula (1982)
- I pirati di Penzance (The Pirates of Penzance), regia di Wilford Leach (1983)
- Il grande freddo (The Big Chill), regia di Lawrence Kasdan (1983)
- Silverado, regia di Lawrence Kasdan (1985)
- Le violette sono blu (Violets Are Blue), regia di Jack Fisk (1986)
- Grido di libertà (Cry Freedom), regia di Richard Attenborough (1987)
- Un pesce di nome Wanda (A Fish Called Wanda), regia di Charles Crichton (1988)
- Un detective... particolare (The January Man), regia di Pat O'Connor (1989)
- Ti amerò... fino ad ammazzarti (I Love You to Death), regia di Lawrence Kasdan (1990)
- Bolle di sapone (Soapdish), regia di Michael Hoffman (1991)
- Grand Canyon - Il cuore della città (Grand Canyon), regia di Lawrence Kasdan (1991)
- Giochi d'adulti (Consenting Adults), regia di Alan J. Pakula (1992)
- Charlot (Chaplin), regia di Richard Attenborough (1992)
- Dave - Presidente per un giorno (Dave), regia di Ivan Reitman (1993)
- La principessa degli intrighi (Princess Caraboo), regia di Michael Austin (sceneggiatore) (1994)
- French Kiss, regia di Lawrence Kasdan (1995)
- Riccardo III - Un uomo, un re (Looking for Richard), regia di Al Pacino (1996)
- Creature selvagge (Fierce Creatures), regia di Robert Young (1997)
- Tempesta di ghiaccio (The Ice Storm), regia di Ang Lee (1997)
- In & Out, regia di Frank Oz (1997)
- Sogno di una notte di mezza estate (A Midsummer Night's Dream), regia di Michael Hoffman (1999)
- Wild Wild West, regia di Barry Sonnenfeld (1999)
- Anniversary Party (The Anniversary Party), regia di Alan Cumming e Jennifer Jason Leigh (2001)
- L'ultimo sogno (Life as a House), regia di Irwin Winkler (2001)
- Orange County, regia di Jake Kasdan (2002)
- Il club degli imperatori (The Emperor's Club), regia di Michael Hoffman (2002)
- Jiminy Glick in Lalawood, regia di Vadim Jean (2004)
- De-Lovely - Così facile da amare (De-Lovely), regia di Irwin Winkler (2005)
- La Pantera Rosa (The Pink Panther), regia di Shawn Levy (2006)
- Radio America (A Prairie Home Companion), regia di Robert Altman (2006)
- As You Like It - Come vi piace (As You Like It), regia di Kenneth Branagh (2006)
- Trade, regia di Marco Kreuzpaintner (2007)
- Certamente, forse (Definitely, Maybe), regia di Adam Brooks (2008)
- Joueuse, regia di Caroline Bottaro (2009)
- Un perfetto gentiluomo (The Extra Man), regia di Shari Springer Berman e Robert Pulcini (2010)
- The Conspirator, regia di Robert Redford (2010)
- Amici, amanti e... (No Strings Attached), regia di Ivan Reitman (2011)
- Darling Companion, regia di Lawrence Kasdan (2012)
- The Last of Robin Hood, regia di Richard Glatzer e Wash Westmoreland (2013)
- Last Vegas, regia di Jon Turteltaub (2013)
- My Old Lady, regia di Israel Horovitz (2014)
- Dove eravamo rimasti (Ricki and the Flash), regia di Jonathan Demme (2015)
- Dean, regia di Demetri Martin (2016)
- La bella e la bestia (Beauty and the Beast), regia di Bill Condon (2017)
- Il nido dello storno (The Starling), regia di Theodore Melfi (2021)
- The Good House, regia di Maya Forbes e Wally Wolodarsky (2022)
- A Big Bold Beautiful Journey - Un viaggio straordinario (A Big Bold Beautiful Journey), regia di Kogonada (2025)

#### Televisione
- Cyrano de Bergerac, regia di David Leveaux - film TV (2008)
- Disclaimer - La vita perfetta (Disclaimer), regia di Alfonso Cuarón – miniserie TV, 7 puntate (2024)

### Doppiatore
- George Balanchine: Lo schiaccianoci, regia di Emile Ardolino (1993)
- Il gobbo di Notre Dame, regia di Gary Trousdale e Kirk Wise (1996)
- La strada per El Dorado, regia di Eric Bergeron (2000)
- Il gobbo di Notre Dame II, regia di Bradley Raymond (2002)
- Le avventure del topino Despereaux, regia di Sam Fell e Robert Stevenhagen (2009)
- Bob's Burgers - serie animata, 33 episodi (2011-in corso)

## Teatro
- Riccardo III di William Shakespeare. Delacorte Theatre di New York (1970)
- Donne attente alle donne di Thomas Middleton. City Center di New York (1972)
- Tre sorelle di Anton Čechov. Billy Rose Theatre di Broadway (1973)
- L'opera del mendicante di John Gay. Billy Rose Theatre di Broadway (1973)
- Misura per misura di William Shakespeare. Billy Rose Theatre di Broadway (1973)
- Le furberie di Scapino di Molière. Billy Rose Theatre di Broadway (1973)
- La bisbetica domata di William Shakespeare. Ford's Theatre di Washington (1974)
- Edoardo II di Christopher Marlowe. Harkness Theatre di Broadway (1975)
- On the Twentieth Century di Betty Comden, Adolph Green e Cy Coleman. Saint James Theatre di Broadway (1979)
- The Pirates of Penzance di Gilbert e Sullivan. Delacorte Theatre (1980), Minskoff Theatre di Broadway (1981)
- Riccardo III di William Shakespeare. Delacorte Theatre di New York (1983)
- Enrico V di William Shakespeare. Delacorte Theatre di New York (1984)
- Le armi e l'uomo di George Bernard Shaw. Circle in the Square Theatre di Broadway (1985)
- Amleto di William Shakespeare. Public Theatre di New York (1986)
- Molto rumore per nulla di William Shakespeare. Delacorte Theater di New York (1988)
- Amleto di William Shakespeare. Public Theatre di New York (1990)
- Misura per misura di William Shakespeare. Delacorte Theatre di New York (1993)
- Ivanov di Anton Čechov. Lincoln Center di Broadway (1997)
- Il gabbiano di Anton Čechov. Delacorte Theater di New York (2001)
- Enrico IV di William Shakespeare. Lincoln Center di Broadway (2003)
- Madre Coraggio e i suoi figli di Bertolt Brecht. Delacorte Theater di New York (2006)
- Re Lear di William Shakespeare. Delacorte Theater di New York (2007)
- Cyrano de Bergerac di Edmond Rostand. Richard Rodgers Theatre di Broadway (2007)
- Il divo Garry di Noël Coward. Saint James Theatre di Broadway (2017)

## Riconoscimenti
Nel corso della sua carriera ha ricevuto 5 candidature ai Golden Globe e 2 ai Premi BAFTA, oltre a vincere nel 1989 l'Oscar al miglior attore non protagonista per Un pesce di nome Wanda. Acclamato interprete teatrale, sia di musical che di opere di prosa, ha vinto tre Tony Award per il suo lavoro a Broadway. Ecco l'elenco completo:
- Premio Oscar
  - 1989 – Miglior attore non protagonista per Un pesce di nome Wanda
- Golden Globe
  - 1983 – Candidatura al miglior attore debuttante per La scelta di Sophie
  - 1992 – Candidatura al miglior attore in un film commedia o musicale per Bolle di sapone
  - 1994 – Candidatura al miglior attore in un film commedia o musicale per Dave - Presidente per un giorno
  - 1998 – Candidatura al miglior attore in un film commedia o musicale per In & Out
  - 2005 – Candidatura al miglior attore in un film commedia o musicale per De-Lovely - Così facile da amare
- Premio BAFTA
  - 1984 – Candidatura al miglior attore debuttante per La scelta di Sophie
  - 1988 – Candidatura al miglior attore protagonista per Un pesce di nome Wanda
- Tony Award
  - 1978 – Miglior attore non protagonista in un musical per On the Twentieth Century
  - 1983 – Miglior attore protagonista in un musical per The Pirates of Penzance
  - 2004 – Candidatura al miglior attore protagonista in un'opera teatrale per Enrico IV
  - 2017 – Miglior attore in un'opera teatrale per Il divo Garry
- American Comedy Awards
  - 1996 Candidatura all'attore più divertente per French Kiss

## Doppiatori italiani
Nelle versioni in italiano delle opere in cui ha recitato, Kevin Kline è stato doppiato da:
- Luca Biagini in Giochi d'adulti, Dave - Presidente per un giorno, Anniversary Party, L'ultimo sogno, Il club degli imperatori, La Pantera Rosa, Radio America, As You Like It - Come vi piace, Un perfetto gentiluomo, The Conspirator, Amici, amanti e..., Darling Companion, My Old Lady, Dove eravamo rimasti, La bella e la bestia, Il nido dello storno, The Good House, Disclaimer - La vita perfetta
- Cesare Barbetti in Silverado, Le violette sono blu, Grido di libertà, Un pesce di nome Wanda, Un detective... particolare, Ti amerò... fino ad ammazzarti, Bolle di sapone, Creature selvagge, In & Out, Wild Wild West
- Roberto Alpi in Charlot, Sogno di una notte di mezza estate, De-Lovely - Così facile da amare
- Gino La Monica in La scelta di Sophie
- Roberto Rizzi ne I pirati di Penzance
- Massimo Giuliani in Il grande freddo
- Tonino Accolla in Grand Canyon - Il cuore della città
- Claudio Capone in La principessa degli intrighi
- Luca Ward in French Kiss
- Angelo Maggi in Riccardo III - Un uomo, un re
- Fabrizio Pucci in Tempesta di ghiaccio
- Gioacchino Maniscalco in Orange County
- Angelo Nicotra in Jiminy Glick in Lalawood
- Paolo Marchese in Certamente, forse
- Carlo Valli in Last Vegas

Da doppiatore è sostituito da:
- Roberto Pedicini ne Il gobbo di Notre Dame, Il gobbo di Notre Dame II
- Luca Biagini in Le avventure del topino Despereaux, Bob's Burgers (st. 11+)
- Gianmarco Tognazzi in La strada per El Dorado
- Stefano Mondini in Bob's Burgers (st. 1-10)